# CDNK
Crnogorsko društvo nezavisnih književnika (CDNK) osnovano je 1990. kao protuteža djelovanju oficijelnog Udruženja književnika Crne Gore i s ciljem da se suprotstavi tadašnjoj politici rata i etničkog čišćenja. 
U svoje programske odredbe CDNK je uvrstilo komunikaciju sa svjetskim kulturnim trendovima, afirmiranje crnogorske kulture, otvorenog društva i unaprjeđenje demokracije. 
U okviru nakladničke djelatnosti, publikuje i časopis za književnost, kulturu i društvena pitanja Ars.
Predsjednik CDNK sada je književnik i nakladnik Milorad Popović.
Članovi CDNK su: Jevrem Brković, Mirko Kovač, Borislav Jovanović, Ognjen Spahić, Balša Brković, Aleksandar Bečanović, Dragan Radulović, Danilo Radojević, Novak Kilibarda...
CDNK se od svojeg utemljenja zalagala za priznanje crnogorskog jezika. 

## Vanjske poveznice
- Naklada CDNK  Arhivirana inačica izvorne stranice od 25. lipnja 2010. (Wayback Machine)